# برناردو ماتارلا
برناردو ماتارلا (ایتالیایی: Bernardo Mattarella; زاده ۱۵ سپتامبر ۱۹۰۵ – درگذشته ۱ مارس ۱۹۷۱) یک سیاست‌مدار از حزب دموکرات مسیحی و وکیل اهل ایتالیا بود. وی چندین بار به سمت وزیر منسوب شد. او پدر دو سیاستمدار مشهور ایتالیایی، پیرسانتی ماتارلا و سرجیو ماتارلا است. سرجیو از ۳ فوریه ۲۰۱۵ به عنوان رئیس‌جمهور ایتالیا انتخاب شد و پیرسانتی، پیش‌از اینکه در سال ۱۹۸۰ میلادی توسط کوزا نوسترا به قتل برسد، رئیس دولت منطقه‌ای سیسیل بود.
برناردو ماتارلا در کاستلاماره دل گولفو، در استان تراپانی واقع‌در غرب سیسیل به دنیا آمد. وی بزرگترین بین هفت فرزند خانواده بود. پدرش به عنوان ملوان مشغول به کار بود. وی در ۱۹۲۴ میلادی به عنوان دبیر حزب مردم ایتالیا انتخاب شد.
ماتارلا در سال ۱۹۷۱ میلادی در رم درگذشت.